# زمین‌لرزه ۱۹۴۹ المپیا
زمین‌لرزه المپیا  در تاریخ ۱۳ آوریل ۱۹۴۹ میلادی، برابر با ‎۲۴ فروردین ۱۳۲۸، ساعت ۱۹:۵۵:۴۳ به زمان یوتی‌سی در آمریکا ، منطقه المپیا (آمریکا) رخ داد. ژرفای این زلزله ۶۰ کیلومتر بود. بزرگی آن ۶٫۵ در مقیاس Ms اعلام شده‌است. زمین‌لرزه به وقت محلی در روز چهارشنبه، ساعت ۱۱ روی داده و منطقه زمانی آن یوتی‌سی -۸ بوده‌است (با لحاظ تغییر ساعت تابستانی).
سازمان زمین‌شناسی آمریکا نیز جای این زمین‌لرزه را در مختصات ۴۷°۱۰′۰۱″شمالی ۱۲۲°۳۷′۰۱″غربی / ۴۷٫۱۶۷°شمالی ۱۲۲٫۶۱۷°غربی و بزرگی آنرا برابر با ۷ در مقیاس ریشتر اعلام کرده‌است. 
شمار کشتگان زلزله حدود ۸ نفر بوده‌است.